# Vinnie Clark
Vincent Eugene Clark (Cincinnati, 22 gennaio 1969) è un ex giocatore di football americano statunitense che ha militato nel ruolo di cornerback nella National Football League (NFL). Al college giocò a football a Ohio State

## Carriera professionistica
Clark fu scelto come 19º assoluto nel Draft NFL 1991 dai Green Bay Packers. Vi giocò per sole due stagioni, dopo di che passò agli Atlanta Falcons. Nella stagione 1994 si divise tra i Falcolns e i New Orleans Saints terminando con un primato in carriera di 5 intercetti. L'anno seguente passò alla neonata franchigia dei Jacksonville Jaguars, con cui chiuse la carriera nel 1996.

## Statistiche
| Partite    | 83 |
| Intercetti | 13 |